# Crassispira flucki
Crassispira flucki là một loài ốc biển, là động vật thân mềm chân bụng sống ở biển trong họ Turridae.